# Choriej-Wier
Choriej-Wier (ros. Хорей-Вер) – osiedle w rejonie zapolarnym w  Nienieckim Okręgu Autonomicznym w Rosji. Połowa ludności to Rosjanie, połowa to Nieńcy.

## Historia
Osada została założona w  początku XX wieku, wtedy to na jej dzisiejszy teren przybyli pierwsi osadnicy, których zajęciem była głównie hodowla reniferów. W 1940 roku na terenie osady powstał kołchoz "Ilicz".